# Phaeosaccardinula
Phaeosaccardinula es un género de hongos en la familia Chaetothyriaceae.